# Independent Spirit de melhor filme
O Prêmio Independent Film Spirit de Melhor Filme é um dos prêmios anuais dos Prêmios Independent Spirit, concedidos aos melhores filmes de cada ano. Foi premiado pela primeira vez em 1985 com o filme de Martin Scorsese, After Hours, sendo o primeiro a receber o prêmio.

Notas:
- † Indica um vencedor do Oscar de Melhor Filme.

- ‡ Indica um nomeado ao Oscar de Melhor Filme.

## Vencedores e nomeados

### 1986-1989
| Ano  | Vencedor          | Diretor         | Ref.        |
| ---- | ----------------- | --------------- | ----------- |
| 1986 | After Hours       | Martin Scorsese | [ 1 ]       |
| 1987 | Platoon †         | Oliver Stone    | [ 2 ]       |
| 1988 | River's Edge      | Tim Hunter      | [ 3 ] [ 4 ] |
| 1989 | Stand and Deliver | Ramon Menendez  | [ 5 ] [ 6 ] |

### Anos 1990
| Ano  | Vencedor                 | Diretor           | Ref.          |
| ---- | ------------------------ | ----------------- | ------------- |
| 1990 | Sex, Lies, and Videotape | Steven Soderbergh | [ 7 ]         |
| 1991 | The Grifters             | Stephen Frears    | [ 8 ]         |
| 1992 | Rambling Rose            | Martha Coolidge   | [ 9 ] [ 10 ]  |
| 1993 | The Player               | Robert Altman     | [ 11 ]        |
| 1994 | Short Cuts               | Robert Altman     | [ 12 ] [ 13 ] |
| 1995 | Pulp Fiction ‡           | Quentin Tarantino | [ 14 ]        |
| 1996 | Leaving Las Vegas        | Mike Figgis       | [ 15 ]        |
| 1997 | Fargo ‡                  | Joel Coen         | [ 16 ]        |
| 1998 | The Apostle              | Robert Duvall     | [ 17 ] [ 18 ] |
| 1999 | Gods and Monsters        | Bill Condon       | [ 19 ] [ 20 ] |

### Anos 2000
| Ano  | Vencedores e nomeados                   | Diretor(es)                            | Ref.          |
| ---- | --------------------------------------- | -------------------------------------- | ------------- |
| 2000 | Election                                | Alexander Payne                        | [ 21 ]        |
| 2000 | Cookie's Fortune                        | Robert Altman                          | [ 21 ]        |
| 2000 | The Limey                               | Steven Soderbergh                      | [ 21 ]        |
| 2000 | The Straight Story                      | David Lynch                            | [ 21 ]        |
| 2000 | Sugar Town                              | Allison Anders e Kurt Voss             | [ 21 ]        |
| 2001 | Crouching Tiger, Hidden Dragon ‡        | Ang Lee                                | [ 22 ]        |
| 2001 | Before Night Falls                      | Julian Schnabel                        | [ 22 ]        |
| 2001 | George Washington                       | David Gordon Green                     | [ 22 ]        |
| 2001 | Ghost Dog: The Way of the Samurai       | Jim Jarmusch                           | [ 22 ]        |
| 2001 | Requiem for a Dream                     | Darren Aronofsky                       | [ 22 ]        |
| 2002 | Memento                                 | Christopher Nolan                      | [ 23 ] [ 24 ] |
| 2002 | Hedwig and the Angry Inch               | John Cameron Mitchell                  | [ 23 ] [ 24 ] |
| 2002 | L.I.E.                                  | Michael Cuesta                         | [ 23 ] [ 24 ] |
| 2002 | Things Behind the Sun                   | Allison Anders                         | [ 23 ] [ 24 ] |
| 2002 | Waking Life                             | Richard Linklater                      | [ 23 ] [ 24 ] |
| 2003 | Far from Heaven                         | Todd Haynes                            | [ 25 ] [ 26 ] |
| 2003 | The Good Girl                           | Miguel Arteta                          | [ 25 ] [ 26 ] |
| 2003 | Lovely & Amazing                        | Nicole Holofcener                      | [ 25 ] [ 26 ] |
| 2003 | Secretary                               | Steven Shainberg                       | [ 25 ] [ 26 ] |
| 2003 | Tully                                   | Hilary Birmingham                      | [ 25 ] [ 26 ] |
| 2004 | Lost in Translation ‡                   | Sofia Coppola                          | [ 27 ] [ 28 ] |
| 2004 | American Splendor                       | Shari Springer Berman e Robert Pulcini | [ 27 ] [ 28 ] |
| 2004 | In America                              | Jim Sheridan                           | [ 27 ] [ 28 ] |
| 2004 | Raising Victor Vargas                   | Peter Sollett                          | [ 27 ] [ 28 ] |
| 2004 | Shattered Glass                         | Billy Ray                              | [ 27 ] [ 28 ] |
| 2005 | Sideways ‡                              | Alexander Payne                        | [ 29 ] [ 30 ] |
| 2005 | Baadasssss!                             | Mario Van Peebles                      | [ 29 ] [ 30 ] |
| 2005 | Kinsey                                  | Bill Condon                            | [ 29 ] [ 30 ] |
| 2005 | Maria Full of Grace                     | Joshua Marston                         | [ 29 ] [ 30 ] |
| 2005 | Primer                                  | Shane Carruth                          | [ 29 ] [ 30 ] |
| 2006 | Brokeback Mountain ‡                    | Ang Lee                                | [ 31 ] [ 32 ] |
| 2006 | Capote ‡                                | Bennett Miller                         | [ 31 ] [ 32 ] |
| 2006 | Good Night, and Good Luck ‡             | George Clooney                         | [ 31 ] [ 32 ] |
| 2006 | The Squid and the Whale                 | Noah Baumbach                          | [ 31 ] [ 32 ] |
| 2006 | The Three Burials of Melquiades Estrada | Tommy Lee Jones                        | [ 31 ] [ 32 ] |
| 2007 | Little Miss Sunshine ‡                  | Jonathan Dayton e Valerie Faris        | [ 33 ] [ 34 ] |
| 2007 | American Gun                            | Aric Avelino                           | [ 33 ] [ 34 ] |
| 2007 | The Dead Girl                           | Karen Moncrieff                        | [ 33 ] [ 34 ] |
| 2007 | Half Nelson                             | Ryan Fleck                             | [ 33 ] [ 34 ] |
| 2007 | Pan's Labyrinth                         | Guillermo del Toro                     | [ 33 ] [ 34 ] |
| 2008 | Juno ‡                                  | Jason Reitman                          | [ 35 ] [ 36 ] |
| 2008 | The Diving Bell and the Butterfly       | Julian Schnabel                        | [ 35 ] [ 36 ] |
| 2008 | I'm Not There                           | Todd Haynes                            | [ 35 ] [ 36 ] |
| 2008 | A Mighty Heart                          | Michael Winterbottom                   | [ 35 ] [ 36 ] |
| 2008 | Paranoid Park                           | Gus Van Sant                           | [ 35 ] [ 36 ] |
| 2009 | The Wrestler                            | Darren Aronofsky                       | [ 37 ] [ 38 ] |
| 2009 | Ballast                                 | Lance Hammer                           | [ 37 ] [ 38 ] |
| 2009 | Frozen River                            | Courtney Hunt                          | [ 37 ] [ 38 ] |
| 2009 | Rachel Getting Married                  | Jonathan Demme                         | [ 37 ] [ 38 ] |
| 2009 | Wendy and Lucy                          | Kelly Reichardt                        | [ 37 ] [ 38 ] |

### Anos 2010
| Ano  | Vencedores e nomeados                             | Diretor(es)                    | Ref.          |
| ---- | ------------------------------------------------- | ------------------------------ | ------------- |
| 2010 | Precious ‡                                        | Lee Daniels                    | [ 39 ] [ 40 ] |
| 2010 | (500) Days of Summer                              | Marc Webb                      | [ 39 ] [ 40 ] |
| 2010 | Amreeka                                           | Cherien Dabis                  | [ 39 ] [ 40 ] |
| 2010 | The Last Station                                  | Michael Hoffman                | [ 39 ] [ 40 ] |
| 2010 | Sin Nombre                                        | Cary Fukunaga                  | [ 39 ] [ 40 ] |
| 2011 | Black Swan ‡                                      | Darren Aronofsky               | [ 41 ] [ 42 ] |
| 2011 | 127 Hours ‡                                       | Danny Boyle                    | [ 41 ] [ 42 ] |
| 2011 | Greenberg                                         | Noah Baumbach                  | [ 41 ] [ 42 ] |
| 2011 | The Kids Are All Right ‡                          | Lisa Cholodenko                | [ 41 ] [ 42 ] |
| 2011 | Winter's Bone ‡                                   | Debra Granik                   | [ 41 ] [ 42 ] |
| 2012 | The Artist †                                      | Michel Hazanavicius            | [ 43 ] [ 44 ] |
| 2012 | 50/50                                             | Jonathan Levine                | [ 43 ] [ 44 ] |
| 2012 | Beginners                                         | Mike Mills                     | [ 43 ] [ 44 ] |
| 2012 | The Descendants ‡                                 | Alexander Payne                | [ 43 ] [ 44 ] |
| 2012 | Drive                                             | Nicolas Winding Refn           | [ 43 ] [ 44 ] |
| 2012 | Take Shelter                                      | Jeff Nichols                   | [ 43 ] [ 44 ] |
| 2013 | Silver Linings Playbook ‡                         | David O. Russell               | [ 45 ] [ 46 ] |
| 2013 | Beasts of the Southern Wild ‡                     | Benh Zeitlin                   | [ 45 ] [ 46 ] |
| 2013 | Bernie                                            | Richard Linklater              | [ 45 ] [ 46 ] |
| 2013 | Keep the Lights On                                | Ira Sachs                      | [ 45 ] [ 46 ] |
| 2013 | Moonrise Kingdom                                  | Wes Anderson                   | [ 45 ] [ 46 ] |
| 2014 | 12 Years a Slave †                                | Steve McQueen                  | [ 47 ] [ 48 ] |
| 2014 | All Is Lost                                       | J. C. Chandor                  | [ 47 ] [ 48 ] |
| 2014 | Frances Ha                                        | Noah Baumbach                  | [ 47 ] [ 48 ] |
| 2014 | Inside Llewyn Davis                               | Joel Coen e Ethan Coen         | [ 47 ] [ 48 ] |
| 2014 | Nebraska ‡                                        | Alexander Payne                | [ 47 ] [ 48 ] |
| 2015 | Birdman or (The Unexpected Virtue of Ignorance) † | Alejandro G. Iñárritu          | [ 49 ]        |
| 2015 | Boyhood ‡                                         | Richard Linklater              | [ 49 ]        |
| 2015 | Love Is Strange                                   | Ira Sachs                      | [ 49 ]        |
| 2015 | Selma ‡                                           | Ava DuVernay                   | [ 49 ]        |
| 2015 | Whiplash ‡                                        | Damien Chazelle                | [ 49 ]        |
| 2016 | Spotlight †                                       | Tom McCarthy                   | [ 50 ]        |
| 2016 | Anomalisa                                         | Charlie Kaufman e Duke Johnson | [ 50 ]        |
| 2016 | Beasts of No Nation                               | Cary Joji Fukunaga             | [ 50 ]        |
| 2016 | Carol                                             | Todd Haynes                    | [ 50 ]        |
| 2016 | Tangerine                                         | Sean Baker                     | [ 50 ]        |
| 2017 | Moonlight †                                       | Barry Jenkins                  | [ 51 ]        |
| 2017 | American Honey                                    | Andrea Arnold                  | [ 51 ]        |
| 2017 | Chronic                                           | Michel Franco                  | [ 51 ]        |
| 2017 | Jackie                                            | Pablo Larraín                  | [ 51 ]        |
| 2017 | Manchester by the Sea ‡                           | Kenneth Lonergan               | [ 51 ]        |
| 2018 | Get Out ‡                                         | Jordan Peele                   | [ 52 ]        |
| 2018 | Call Me by Your Name ‡                            | Luca Guadagnino                | [ 52 ]        |
| 2018 | The Florida Project                               | Sean Baker                     | [ 52 ]        |
| 2018 | Lady Bird ‡                                       | Greta Gerwig                   | [ 52 ]        |
| 2018 | The Rider                                         | Chloé Zhao                     | [ 52 ]        |
| 2019 | If Beale Street Could Talk                        | Barry Jenkins                  | [ 53 ]        |
| 2019 | Eighth Grade                                      | Bo Burnham                     | [ 53 ]        |
| 2019 | First Reformed                                    | Paul Schrader                  | [ 53 ]        |
| 2019 | Leave No Trace                                    | Debra Granik                   | [ 53 ]        |
| 2019 | You Were Never Really Here                        | Lynne Ramsay                   | [ 53 ]        |

### Anos 2020
| Ano  | Vencedores e nomeados               | Diretor(es)                      | Ref.          |
| ---- | ----------------------------------- | -------------------------------- | ------------- |
| 2020 | The Farewell                        | Lulu Wang                        | [ 54 ] [ 55 ] |
| 2020 | Clemency                            | Chinonye Chukwu                  | [ 54 ] [ 55 ] |
| 2020 | A Hidden Life                       | Terrence Malick                  | [ 54 ] [ 55 ] |
| 2020 | Marriage Story ‡                    | Noah Baumbach                    | [ 54 ] [ 55 ] |
| 2020 | Uncut Gems                          | Josh e Benny Safdie              | [ 54 ] [ 55 ] |
| 2021 | Nomadland †                         | Chloé Zhao                       | [ 56 ] [ 57 ] |
| 2021 | Minari ‡                            | Lee Isaac Chung                  | [ 56 ] [ 57 ] |
| 2021 | Promising Young Woman ‡             | Emerald Fennell                  | [ 56 ] [ 57 ] |
| 2021 | Never Rarely Sometimes Always       | Eliza Hittman                    | [ 56 ] [ 57 ] |
| 2021 | First Cow                           | Kelly Reichardt                  | [ 56 ] [ 57 ] |
| 2022 | The Lost Daughter ‡                 | Maggie Gyllenhaal                | [ 58 ]        |
| 2022 | Zola                                | Janicza Bravo                    | [ 58 ]        |
| 2022 | The Novice                          | Lauren Hadaway                   | [ 58 ]        |
| 2022 | C'mon C'mon                         | Mike Mills                       | [ 58 ]        |
| 2022 | Pleasure                            | Ninja Thyberg                    | [ 58 ]        |
| 2023 | Everything Everywhere All at Once † | Daniel Kwan and Daniel Scheinert | [ 59 ]        |
| 2023 | Bones and All                       | Luca Guadagnino                  | [ 59 ]        |
| 2023 | Tár ‡                               | Todd Field                       | [ 59 ]        |
| 2023 | Women Talking ‡                     | Sarah Polley                     | [ 59 ]        |
| 2023 | Our Father, the Devil               | Ellie Foumbi                     | [ 59 ]        |
| 2024 | Past Lives ‡                        | Celine Song                      | [ 60 ]        |
| 2024 | All of Us Strangers                 | Andrew Haigh                     | [ 60 ]        |
| 2024 | American Fiction ‡                  | Cord Jefferson                   | [ 60 ]        |
| 2024 | May December                        | Todd Haynes                      | [ 60 ]        |
| 2024 | Passages                            | Ira Sachs                        | [ 60 ]        |
| 2024 | We Grown Now                        | Minhal Baig                      | [ 60 ]        |
| 2025 | Anora                               | Sean Baker                       | [ 61 ]        |
| 2025 | I Saw the TV Glow                   | Jane Schoenbrun                  | [ 61 ]        |
| 2025 | Nickel Boys                         | RaMell Ross                      | [ 61 ]        |
| 2025 | Sing Sing                           | Greg Kwedar                      | [ 61 ]        |
| 2025 | The Substance                       | Coralie Fargeat                  | [ 61 ]        |